# Срђа Поповић (адвокат)
Срђа Поповић (Београд, 24. фебруар 1937 — Београд, 29. октобар 2013) био је српски адвокат и борац за људска права.

## Биографија
Рођен је у Београду, где је завршио Правни факултет 1961. године. Почео је да ради у породичној адвокатској канцеларији коју је основао његов отац Миодраг 1933. године.
Као адвокат за људска права постао је познат већ у време Студентских демонстрација у Југославији 1968. Био је 1976. на насловној страни лондонског „Тајмса“. Покренуо је недељник „Време“ 1990. године.
Због говора на симпозијуму „Култура и револуција“ 1974. књижевник Драгољуб Игњатовић осуђен је на 3 године затвора због вербалног деликта. Бранио га је Срђа Поповић и у суду доказивао истинитост његових тврдњи. Јавни тужилац је Срђу Поповића оптужио за ширење лажних вести због онога што је вршећи своју дужност као адвокат рекао у суду, а суд у Ваљеву га је осудио најпре на затворску казну на годину дана, а онда 1976. преиначио на условну казну у трајању од две године и забрану вршења адвокатске дужности у року од годину дана.
Бранио је и младог Зорана Ђинђића, Ратибора Тривунца, Бригите Мoнхaупт из групе Бадер-Мајнхоф, Војислава Шешеља, Душана Макавејева, Милорада Вучелића, Михајла Марковића, Мићу Поповића, Предрага Чудића, Небојшу Попова, Владимира Мијановића званог Влада Револуција, Милана Николића, Божидара Јакшића, Михајла Михајлова, Момчила Селића, Доброслава Парагу, Гојка Ђога, Милана Милишића, Владимира Шекса, Фрању Туђмана, Добрицу Ћосића, Андрију Артуковића, „Београдску шесторицу“, професоре избачене са Филозофског факултета.
Позивао је на бомбардовање Србије од стране НАТО-а.
Неколико година је живео у САД, па се у Србију вратио после 5. октобра 2000. године.
Припадао је петиционашком покрету и био покретач и потписник петиција за укидање члана 133 (деликт говора), за укидање смртне казне, за доношење закона о амнестији, за увођење вишестраначког система у СФРЈ.
Коаутор је књиге „Косовски чвор - дрешити или сећи“ (1990), аутор књига „Пут у варварство“ (2000), „Последња инстанца“,I-III (2003), „Незавршени процес“ (2007), „Оне горке сузе после“ (2010).
У суђењу за атентат на Зорана Ђинђића био је адвокат породице Ђинђић.
Умро је 29. октобра, а сахрањен 2. новембра 2013. на Новом гробљу у Београду.